# Marcus Samuel Moss
Marcus Samuel Moss, primer vizconde de Bearsted (Whitechapel, 5 de noviembre de 1853-Londres, 17 de enero de 1927) fue un político, noble y empresario británico de ascendencía judía, fundador de Shell Transport y Trading Company, que más tarde se convirtió en la Royal Dutch Shell.
Fue conocido como Lord Bearsted desde 1925 hasta su fallecimiento, y previamente Sir Marcus Samuel, de 1898 a 1921. Fungió como alcalde de Londres y miembro de la Cámara de Lores.

## Biografía
Marcus Samuel Moss nació en el seno de una familia judía iraquí de Mesopotamia, el 5 de noviembre de 1853, en Whitechapel, Reino Unido, siendo hijo de Marcus Samuel y Abigail Moss.
Su padre Marcus Samuel fue un exitoso empresario que por medio de su empresa M. Samuel & Co, comercializando carbón por Japón y posteriormente por el Lejano Oriente, cuando Samuel Moss se hizo cargo de la empresa familiar.